# Cingles de Gitarriu
La Cingles de Gitarriu és una serra situada al municipi de Montagut i Oix a la comarca de la Garrotxa, amb una elevació màxima de 1.193 metres.